# Ricardo Ffrench-Davis
Ricardo Ffrench-Davis Muñoz (27 de junio de 1936) es un economista chileno, Premio Nacional de Humanidades y Ciencias Sociales, 2005. Además es docente en la Facultad de Economía y Negocios de la Universidad de Chile.

## Biografía
En su currículum destacan los grados académicos de Magíster (1961) y Doctor en Economía (1971) de la Universidad de Chicago. Es Ingeniero Comercial (1962) por la Universidad Católica de Chile; titulado en las dos especialidades de economía y administración. En 2005 el Estado de Chile le otorgó el Premio Nacional de Humanidades y Ciencias Sociales.
Junto con Alejandro Foxley, Óscar Muñoz y Patricio Meller, entre otros, fue uno de los fundadores de  la Corporación de Investigaciones Económicas para América Latina, CIEPLAN, donde desarrolló su trabajo como investigador entre 1976 y 1990.
Fue designado Director de Estudios y Economista Jefe del Banco Central de Chile desde 1990 hasta marzo de 1992 cuando ingresó en CEPAL con el cargo de Asesor Regional Principal de CEPAL hasta 2004.
Ffrench-Davis es reconocido por su contribución al estudio de los ciclos de entrada de capitales a los mercados emergentes, principalmente a América Latina. Es defensor de los mecanismos que evitan la fuerte entrada de capitales, como el encaje que funcionó en Chile durante buena parte de la década de 1990. 
Entre 1962 y 1974 enseñó en la Facultad de Economía de la Universidad Católica y en la Universidad de Chile entre 1962 y 1973.
Actualmente, es profesor titular en la Facultad de Economía de la Universidad de Chile.
Además, ha sido profesor-visitante en las Universidades de Oxford, Boston y la Complutense de Madrid, de la Sede Chile de la Universidad de Stanford, y en Institutos de España, Francia, Italia y Suecia. Ha sido profesor de economía desde 1962, actividad sólo interrumpida en Chile entre 1973 y 1981.
En 1978 fundó y presidió el círculo de economía de la Academia de Humanismo Cristiano. Ffrench-Davis además es miembro del directorio del Centro de Estudios del Desarrollo (CED) y de la Fundación para Superación de la Pobreza.

## Labores
Presidió el Comité de las Naciones Unidas de Políticas para el Desarrollo (CDP), el cual reúne a 24 especialistas de prominencia internacional en temas del desarrollo, en 2007-10. También fue, entre el 2004 y marzo de 2010, el representante de los Presidentes Ricardo Lagos y Michelle Bachelet en el Grupo Técnico designado por los Presidentes de Brasil, Chile, Francia, España y Alemania, para identificar fuentes innovadoras de financiamiento para combatir el hambre y la pobreza en el mundo.
Junto al Premio Nobel de Economía, Joseph Stiglitz, entre 2002-2006 codirigió un Grupo Internacional sobre “Macroeconomía para el Desarrollo”, iniciativa Internacional para el Diálogo de Políticas Públicas desde la Universidad de Columbia en Nueva York.

## Obras
Es autor o editor de 21 libros y sobre ciento cincuenta artículos técnicos, publicados en 9 idiomas. Dos de sus libros recientes son Chile entre el neoliberalismo y el crecimiento con equidad: reformas y políticas económicas desde 1973 (JCSáez Editor, quinta edición, Santiago, 2014; Siglo XXI, Buenos Aires, 2004; y segunda edición en inglés, Palgrave Macmillan, Londres y Nueva York, 2010) y Reformas para América Latina: después del Fundamentalismo Neo-Liberal (Siglo XXI, Buenos Aires, 2005; y PalgraveMacmillan, Londres, 2005 y Nueva York, 2006).
Otros de sus libros:
1. Economic Growth with Equity: Challenges for Latin America, Palgrave Macmillan, Nueva York, 2007.
2. Seeking growth under financial volatility, Palgrave Macmillan, Londres, 2006.
3. Stability with Growth: macroeconomics, liberalization, and development, Oxford University Press/IPD, Nueva York, 2006.
4. Macroeconomía, comercio, finanzas: para reformar las reformas en América Latina, McGraw-Hill Interamericana, Santiago, 1999; segunda impresión, 1999; segunda edición, Mayol Ediciones, Bogotá, 2005.
5. Crecimiento esquivo y volatilidad financiera, Mayol Ediciones, Bogotá, 2005.